# حصار المبرز
حصار المبرز هو حصار فرضه علي باشا قائد قوات سليمان باشا على قصر صاهود عند حملته على الاحساء واستمر الحصار لمدة شهرين وانتهى الحصار بالفشل.

## الحصار
وصلت القوات مماليك العراق إلى قصر صاهود وحاصروه، وكانت المدفعية التي جلبها علي باشا تصلح لرمي مراكز الدفاع المبنية من الرهص -الطين-  واستمر الحصار لمدة شهران من 7 رمضان-7 ذي القعدة 1213هـ/11 شباط/فبراير-11 نيسان/أبريل 1799م، وكانت قوات علي باشا تحاصر الحصن بكل قوة وكانت القوات السعودية صامدة طوال مدة الحصار وقد جلب علي باشا الات حصار وكان يضرب بها وسط الحصن حتى هدم جدرانه،  واستمر السعوديون في المقاومة حتى مل جنود علي باشا من الحصار، وتركوا القصر وانسحبوا من الأحساء.